# ジェイ・クリップ
有限会社ジェイ・クリップ（英: J.CLIP, Inc.）は、日本の芸能事務所。日本芸能マネージメント事業者協会会員。俳優・タレントのマネージメントや舞台公演の企画製作・チケット販売を行っている。ナレーターのマネジメント・キャスティング部門としてリベルタを擁す。

## 所属俳優

### 男性
- 相川裕滋
- 板垣雄亮
- 大森寛人
- 小笠原佳秀
- 小山悠
- 蒲田哲
- 岸田真弥
- こくぼつよし
- 佐川大輔
- 相樂孝仁
- 田子天彩
- 寺内淳志
- 谷田歩
- 谷畑聡
- 谷英明
- チョウ・ヨンホ
- 外波山文明
- 中村育二
- 林田航平
- 原田隼人
- 藤元英樹
- 日笠圭
- 松尾竜兵
- 満田伸明
- 宮川智司
- 若松力

### 女性
- 秋園美緒
- 麻生花帆
- 牛水里美
- 大井川皐月
- 大川婦久美
- 岡林愛
- 花澄
- 草村礼子
- 斉藤麻衣子
- 笹野美由紀
- 白木さき
- 中島妙子
- 成海澪
- 西山水木
- 野口聖古
- 平山よう
- 真嶌美緒
- 松本圭未
- 未浜杏梨
- 村中玲子
- 矢吹百花
- 矢野陽子
- 優木千央
- 和田望伶

## 過去に所属していた俳優
- すまけい（故人）
- 毬谷友子
- 山口森宏
- 大沼百合子
- 二神光
- 山﨑薫
- 島田順司